# Gerichtsamt Wurzen
Das Gerichtsamt Wurzen war in den Jahren zwischen 1856 und 1874 die unterste Verwaltungseinheit und von 1856 bis 1879 nach der Abschaffung der Patrimonialgesetzgebung im Königreich Sachsen Eingangsgericht. Es hatte seinen Amtssitz in der Stadt Wurzen.

## Geschichte
Nach dem Tod des Königs Friedrich August II. von Sachsen wurde unter dessen Nachfolger König Johann nach dem Vorbild anderer Staaten des Deutschen Bundes die Abschaffung der Patrimonialgesetzgebung verordnet. An die Stelle der bisher im Königreich Sachsen in Stadt und Land vorhandenen Gerichte der untersten Instanz traten die zentral gelegenen Bezirksgerichte und Gerichtsämter in nahezu allen größeren Städten. Die Details der Verwaltungsreform regelten das sächsische Gerichtsverfassungsgesetz vom 11. August 1855 und die Verordnung über die Bildung der Gerichtsbezirke vom 2. September 1856.
Stichtag für das Inkrafttreten der neuen Behördenstruktur im Königreich Sachsen war der 1. Oktober 1856. Das neu gebildete Gerichtsamt Wurzen unterstand dem Bezirksgericht Leipzig. Der Gerichtsbezirk war Bestandteil der Amtshauptmannschaft Grimma innerhalb der Kreisdirektion Leipzig. Aufgelöst wurden das Königliche Landgericht Wurzen. Dieses war am 5. April 1841 eröffnet worden und hatte die Aufgaben des Justizamt Wurzen, des Stadtgerichtes Wurzen (1841), dem Domkapitelgerichtes zu Wurzen und 1848 bis 1856 der Patrimonialgerichte in der Umgebung (etwa 25 Rittergüter) übernommen.
Der Sprengel des Gerichtsamt Wurzen umfasste folgende Orte:
| - Wurzen - Altenbach - Bach - Bennewitz - Böhlitz - Börln mit Neuvorwerk - Bortewitz - Burkartshain - Canitz - Collmen - Dehnitz - Deuben - Dögnitz - Dornreichenbach - Falkenhain - Frauwalde - Großzschepa - Grubnitz - Heyda mit Gebäuden auf Mark Stolpen - Hohburg - Kapsdorf | - Kleinzschepa - Körlitz - Kornhain - Knatewitz - Kühnitzsch - Kühren - Leulitz - Lossa - Lübschütz - Lüptitz - Machern - Meltewitz - Müglenz - Mühlbach - Nemt - Nepperwitz - Nischwitz - Obernitzschka - Oelschütz - Pausitz mit Sattelhof - Plagwitz | - Poppitz - Püchau - Pyrna - Röcknitz - Roitzsch - Schmölen mit Niederschmölen - Streuben - Thallwitz - Thammenhain (Ober- und Nieder) - Trebelshain - Treben - Unternitzschka - Voigtshain - Wasewitz - Watzschwitz - Zeititz - Zschorna - Zwochau mit den Drescherhäusern - Mark Ottendorf - Hohburger und Planitzer Forstreviere |

Das Gerichtsamt Wermsdorf wurde zum 31. Dezember 1873 aufgehoben. Aus seinem Sprengel wurden Fremdiswalde, Sachsendorf und Wäldgen dem Gerichtsamt Wurzen zugeordnet.
Nach der Neustrukturierung der Gerichtsorganisation gemäß dem Gesetz über die Organisation der Behörden für die innere Verwaltung vom 21. April 1873 gingen die Verwaltungsbefugnisse der Gerichtsämter zum 15. Oktober 1874 auf die umgestalteten bzw. neu gebildeten Amtshauptmannschaften über. Seitdem das bisherige königliche Gericht als königliches Gerichtsamt bezeichnet wurde, führte sein Vorstand den Titel Gerichtshauptmann.
Die Verwaltungsaufgaben des Gerichtsamts Wurzen wurden im Zuge der Neustrukturierung der sächsischen Gerichtsorganisation gemäß dem Gesetz über die Organisation der Behörden für die innere Verwaltung vom 21. April 1873 mit Wirkung vom 15. Oktober 1874 Amtshauptmannschaft Grimma innerhalb der Kreishauptmannschaft Leipzig mit Sitz in der Stadt Grimma integriert. Das Gerichtsamt war damit nur noch Gericht, die Trennung der Rechtsprechung von der Verwaltung umgesetzt.
Das Gerichtsamt Wurzen wurde 1879 auf Grund des Gesetzes über die Bestimmungen zur Ausführung des Gerichtsverfassungsgesetzes im Deutschen Reich vom 27. Januar 1877 und des Gesetzes über die Zuständigkeit der Gerichte in Sachen der nichtstreitigen Gerichtsbarkeit vom 1. März 1879 durch das neu gegründete Amtsgericht Wurzen abgelöst.

## Schriftliche Überlieferung
Die Archivalien des Gerichtsamts Wurzen werden als Bestand 20112 Gerichtsamt Wurzen heute im Sächsischen Staatsarchiv – Staatsarchiv Leipzig verwaltet.

## Gerichtsgebäude

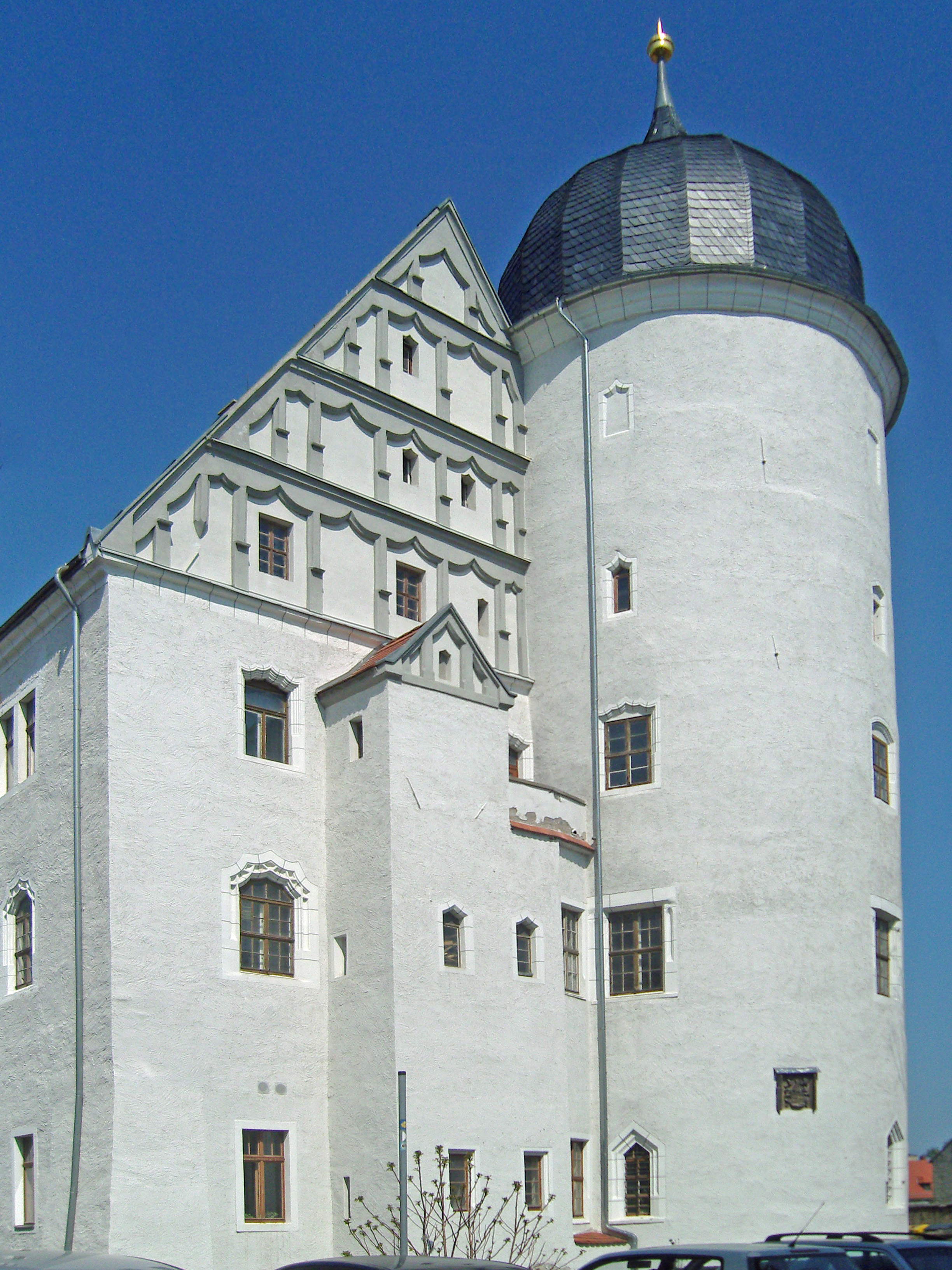
Schloss Wurzen

Des Gerichtsamtes Wurzen nutzte das Schloss Wurzen, das vor 1856 vom Stiftsamt Wurzen genutzt wurde. Das Schloss Wurzen wurde später vom Amtsgericht genutzt. Es steht unter Denkmalschutz.

## Richter
Die Leiter des Gerichtsamts trugen den Titel Gerichtsamtmann. Dies waren:
- 1856–1875: Heinrich Johann Wilhelm Gottlob Nathusius (vorher Direktor des Kgl. Landgerichts Wurzen)
- 1876–1877: Carl Anton Bermann (vorher Gerichtsamtmann beim Gerichtsamt Penig)

## Weblink
- Eintrag zum Gerichtsamt Wurzen im Digitalen historischen Ortsverzeichnis von Sachsen